# Ségur-les-Villas
Ségur-les-Villas település Franciaországban, Cantal megyében. Lakosainak száma 215 fő (2022. január 1.). Ségur-les-Villas Dienne, Saint-Saturnin és Vernols községekkel határos.

## Népesség
A település népessége az elmúlt években az alábbi módon változott:
| Lakosok száma | 529  | 404  | 318  | 227  | 219  | 205  | 202  | 212  | 217  | 215  |
|               | 1968 | 1982 | 1990 | 2006 | 2013 | 2015 | 2017 | 2019 | 2020 | 2022 |